# Unloved (Band)
Unloved ist eine amerikanische Alternative-Band aus Los Angeles. Sie entstand 2015 aus den amerikanischen Musikern Jade Vincent, Keefus Ciancia, und dem nordirischen Musiker David Holmes. Lieder aus ihrem 2016 erschienenen Debüt-Album Guilty of Love und dem 2019 gefolgten Album Heartbreak bildeten einen bedeutenden Teil des Soundtracks zur britischen TV-Serie Killing Eve (2018–2022). Ciancia und Holmes lieferten darüber hinaus musikalisches Material für den Soundtrack, wofür sie 2019 den British Academy Television Award for Original Music erhielten.

## Diskografie

### Studioalben
- Guilty of Love (2016)
- Heartbreak (2019)
- The Pink Album (2022)
- Polychrome (2023)

### Singles und EPs
- Guilty of Love (2015)
- When a Woman Is Around (2016)
- This Is the Time (2016)
- Heartbreak (2018)
- Strange Effect (2020)